# الدائرة الانتخابية الجامعية
الدائرة الانتخابية الجامعية University constituency هي دائرة انتخابية، تُستخدم في انتخابات الهيئة التشريعية، وتمثل أعضاء جامعة واحدة أو أكثر بدلاً من سكان منطقة جغرافية. قد تتضمن أو لا تتضمن التصويت الجماعي، حيث يكون الناخبون مؤهلين للتصويت في أو كجزء من هذا الكيان والدائرة الجغرافية لمنطقة موطنهم.
عندما ورث جيمس السادس العرش الإنجليزي عام 1603، تبنى البرلمان الإنجليزي هذا النظام. استمر النظام في برلمان بريطانيا العظمى (من 1707 إلى 1800) وبرلمان المملكة المتحدة حتى عام 1950. كما تم استخدامه في برلمان أيرلندا، في مملكة أيرلندا، من عام 1613 إلى عام 1800، وفي أيرلندا دولة حرة من عام 1922 إلى عام 1936.
توجد مثل هذه الدوائر أيضًا في اليابان وفي بعض دول الإمبراطورية البريطانية مثل الهند.
توجد في الوقت الحاضر أربع حالات في بلدين من الدوائر الانتخابية الجامعية: اثنتان في Seanad Éireann (المجلس الأعلى - والأقل قوة بشكل عام - للهيئة التشريعية لجمهورية أيرلندا) واثنتان في مجلس الشيوخ في رواندا.

## المملكة المتحدة
عند صعوده العرش الإنجليزي، جلب الملك جيمس السادس ملك اسكتلندا إلى البرلمان الإنجليزي ممارسة استمرت في البرلمان الاسكتلندي بالسماح للجامعات بانتخاب الأعضاء. اعتقد الملك أن الجامعات كثيراً ما تتأثر بقرارات البرلمان، وبالتالي يجب أن يكون لها تمثيل فيها. أعطى جيمس لجامعة كامبريدج وجامعة أكسفورد مقعدين لكل منهما من عام 1603. في الاتحاد الرسمي (1707)، فقدت الجامعات الاسكتلندية ممثليها حيث لم يتم تعيين أي منها في برلمان بريطانيا العظمى (في وستمنستر). كان الناخبون من خريجي الجامعة، سواء كانوا مقيمين أم لا ؛ يمكنهم التصويت لمقاعد الجامعة بالإضافة إلى أي تصويت آخر لديهم.
بعد قانون الاتحاد 1800 مع أيرلندا، سُمح لجامعة دبلن (كلية ترينيتي)، التي انتخبت نائبين في البرلمان الأيرلندي منذ عام 1613، بعضو واحد من عام 1801 واثنين من عام 1832.
في عام 1868، تم إنشاء ثلاثة مقاعد جديدة لعضو واحد: جامعة لندن. جامعتا غلاسكو وأبردين مجتمعتان ؛ وجامعات سانت أندروز وادنبره مجتمعين.
في عام 1918، حصلت كل من جامعة كوينز في بلفاست وجامعة أيرلندا الوطنية على مقاعد. حصل كلاهما، بالإضافة إلى جامعة دبلن، على أربعة مقاعد في برلمان Stormont المنقول وبرلمان أيرلندا الجنوبية على التوالي والتي تم تأسيسها في عام 1920 واستخدمت لأول مرة في الانتخابات في عام 1921. وفي عام 1918 أيضًا، تحولت الجامعات الاسكتلندية إلى جميع الناخبين. ثلاثة أعضاء معًا (انظر الجامعات الاسكتلندية المشتركة).
في عام 1918، تم منح جميع الجامعات الإنجليزية الأخرى (أي باستثناء كامبريدج وأكسفورد ولندن) كدائرة انتخابية واحدة بمقعدين، كجامعات إنجليزية مشتركة. هم برمنغهام وبريستول ودورهام وليدز وليفربول ومانشستر وشيفيلد. تمت إضافة القراءة في أغسطس 1928. كما حصلت جامعة ويلز على مقعد واحد في عام 1918. شهد عام 1918 أيضًا إدخال الصوت الواحد القابل للتحويل لدوائر الجامعة.

### الإلغاء
حاولت حكومة حزب العمال في عام 1930 إلغاء الدوائر الانتخابية بالجامعة لكنها هُزمت في مجلس العموم. على الرغم من أن أعضاء الدوائر الجامعية كانوا عادة من المحافظين، إلا أنه في السنوات اللاحقة بدأ المرشحون المستقلون في الفوز بالعديد من المقاعد. ألغت حكومة حزب العمال أخيرًا الدوائر الانتخابية الجامعية من خلال قانون تمثيل الشعب لعام 1948، اعتبارًا من حل البرلمان في عام 1950، جنبًا إلى جنب مع جميع الأمثلة الأخرى على التصويت الجماعي.
بقيت دائرة جامعة كوينز بلفاست في برلمان أيرلندا الشمالية حتى تم إلغاؤها في عام 1968 (اعتبارًا من حل البرلمان في عام 1969) بموجب قانون الانتخابات (أيرلندا الشمالية) لعام 1968 (1968 ج .20، قانون العاصفة). البرلمان). كان هذا أحد الإجراءات العديدة التي اتخذها رئيس وزراء أيرلندا الشمالية آنذاك تيرينس أونيل لإصلاح عناصر امتياز الانتخابات والتعامل مع العديد من مظالم الحقوق المدنية القديمة.

### أعضاء بارزين لهذه الدوائر
يشمل أعضاء الدوائر الانتخابية بالجامعة العديد من رجال الدولة البارزين: عمل كل من ويليام بيت الأصغر ولورد بالمرستون كنائبين في البرلمان في جامعة كامبريدج، وعمل كل من روبرت بيل وويليام إيوارت جلادستون نائبًا لعضو البرلمان في جامعة أكسفورد لأجزاء من حياتهم المهنية. في سنواته الأخيرة، كان رامزي ماكدونالد عضوًا في البرلمان عن الجامعات الاسكتلندية المشتركة بعد أن فقد مقعده السابق في الانتخابات العامة لعام 1935. انتقد الكثيرون ذلك، لأنه سعى في السابق إلى إلغاء المقاعد بينما كان رئيس الوزراء من حزب العمال وشعر الكثيرون الآن أن المقاعد تستخدم لتزويد سياسي فاشل بمقعد لا يمكنه العثور عليه في مكان آخر.
جلس الفكاهي وناشط الإصلاح القانوني أ. ب. والمر.

## الهند
كان لدى الهند دوائر انتخابية جامعية قبل الاستقلال، ولكن هذه الدوائر ألغيت مع اعتماد دستور الهند الحديث. ومع ذلك، يتمتع رئيس الهند اليوم بسلطة تعيين ما لا يزيد عن اثني عشر عالمًا أو فنانًا أو غيرهم من الأشخاص الذين لديهم معرفة خاصة في مجالات مماثلة، في Rajya Sabha، مجلس الشيوخ في برلمان الهند. حاليًا، المجالس العليا للهيئات التشريعية في الولايات الست التي بها دوائر انتخابية للخريجين، تنتخب واحدًا على اثني عشر من أعضائها. يتم تحديد الدائرة الانتخابية لكل خريج جغرافيًا وليس حسب الجامعة ؛ يمكن لخريجي أي جامعة هندية معتمدة أن يختاروا التسجيل في دائرة الخريجين في مكان إقامتهم بدلاً من التسجيل في الدائرة الانتخابية العادية.

## أيرلندا
توجد دائرتان انتخابيتان جامعتان في Seanad Éireann، مع خريجي جامعة دبلن وجامعة أيرلندا الوطنية يحق لهم انتخاب ثلاثة أعضاء في مجلس الشيوخ لكل منهما. يحق للخريجين الأيرلنديين فقط التصويت في هذه الانتخابات. لا يوجد شرط إقامة لذلك يحق للمؤهلين المقيمين خارج الدولة التصويت. تجرى الانتخابات بموجب تصويت واحد قابل للتحويل وبواسطة الاقتراع البريدي.
شمل برلمان أيرلندا الذي كان قائماً حتى عام 1801 دائرة جامعة دبلن. استمر هذا في مجلس العموم في المملكة المتحدة، وفي عام 1918، تم تمثيل الجامعة الوطنية في أيرلندا هناك أيضًا.
عندما انفصلت الدولة الأيرلندية الحرة عن المملكة المتحدة في عام 1922، كان مجلس النواب الجديد في البرلمان، Free State Dáil، لديه ثلاثة مقاعد لكل من الدائرتين الانتخابيتين في الجامعة. ومع ذلك، بموجب قانون الانتخابات لعام 1923، لم يُسمح للناخبين المسجلين في دائرة انتخابية جامعية بالتصويت أيضًا في دائرة جغرافية. أُلغيت كلتا الدائرتين الانتخابيتين في الجامعة بموجب الدستور (التعديل رقم 23) لقانون 1936 وقانون الانتخابات (الدوائر الجامعية) لعام 1936، الذي دخل حيّز التنفيذ عند حل دايل في عام 1937. وقد أعيد إنشاء هاتين الدائرتين في Seanad Éireann بموجب الدستور أيرلندا المعتمدة في عام 1937، مع انتخابات Seanad الأولى في عام 1938.
في عام 1979، سمح التعديل السابع لدستور أيرلندا بإعادة توزيع المقاعد الجامعية الستة بين خريجي هذه الجامعات المذكورة وأي معاهد أخرى للتعليم العالي في الولاية. كان هذا تحسبًا لإمكانية حل الجامعة الوطنية في أيرلندا، ولكن هذا لم يحدث في الواقع، ولم يتم إجراء أي تغيير على ناخبي هذه الدوائر.
دعا بعض السياسيين إلى إلغاء التمثيل الجامعي، على أساس أنه من غير المقبول أن يمنح الحصول على شهادة حقوق انتخابية أكبر من تلك المتاحة للناخبين الآخرين. يمكن العثور على مثال لهذا الرأي في تقديم حزب الخضر حول إصلاح Seanad في عام 2004.كما يؤيد الحزب الاشتراكي إلغاء هذه المكونات.

## دول اخرى
أستراليا: الدائرة الانتخابية لجامعة سيدني أعادت عضوًا واحدًا من الجمعية التشريعية لنيو ساوث ويلز بين عامي 1876 و 1880. وألغيت بعد عام واحد من تولي العضو الثاني المنتخب، إدموند بارتون، مقعده. كان خريجو جامعة سيدني يرتدون العباءات الأكاديمية أثناء التصويت.
رواندا: يتم انتخاب عضوين في مجلس الشيوخ في رواندا من قبل موظفي الجامعات. ثلاثة عشر مستعمرة: شغلت كلية ويليام وماري مقعدًا في منزل برجيس في فيرجينيا كولوني في عام 1693، وكانت مدعومة بضرائب على التبغ والفراء. تم إلغاء هذا المقعد بعد أن أصبح مجلس النواب برجيس مجلس مندوبي كومنولث فيرجينيا داخل الولايات المتحدة الأمريكية المستقلة حديثًا.